# التراث الشعبي والأهازيج الشعبية في السعودية
التراث الشعبي والأهازيج الشعبية في السعودية فنون بدأت منذ حقب زمنية قديمة، وأخذت الأجيال في توارثها، حتى صارت تعد المملكة العربية السعودية بلدًا غنيًا بالألوان التراثية والفنية والشعبية، وتختلف الرقصات والأهازيج في السعودية من منطقة إلى أخرى؛ وساعد في تنوع موروثها الشعبي اتساع رقعتها الجغرافية، والتمايز بين ثقافاتها المحلية، ما جعل لكل منطقة فيها فلكلورها الخاص في الرقص. كما كان لتنوع الثقافات والحضارات التي احتضنتها أراضي الجزيرة العربية منذ آلاف السنين، دورًا كبيرًا في هذا الإرث الحضاري والإنساني.

## الفنون الشعبية في الحجاز
تتميز بلاد الحجاز في السعودية بكبر حجمها ومساحتها الشاسعة، ومدنها وقراها وأوديتها وضواحيها المتعددة، فهي تشمل مدينة مكة المكرمة وجدة والطائف والمدينة المنورة. والملاحظ هو تعدد الألعاب والرقصات الشعبية الحجازية بأهازيجها وأغانيها التراثية المختلفة من مدينة لأخرى. ولكننا نجد أن مدنها قد توحدت في لعبة المزمار الشعبي، فهو يمثل اللعبة والرقصة الأولى الشعبية المحبوبة لدى عامة الناس كما هو الحال بالنسبة للعرضة النجدية في المنطقة الوسطى والهجيني في المنطقة الشمالية والفجري والخماري في المنطقة الشرقية والخطوة والمعراض في المنطقة الجنوبية.

### رقصة المزمار الشعبي

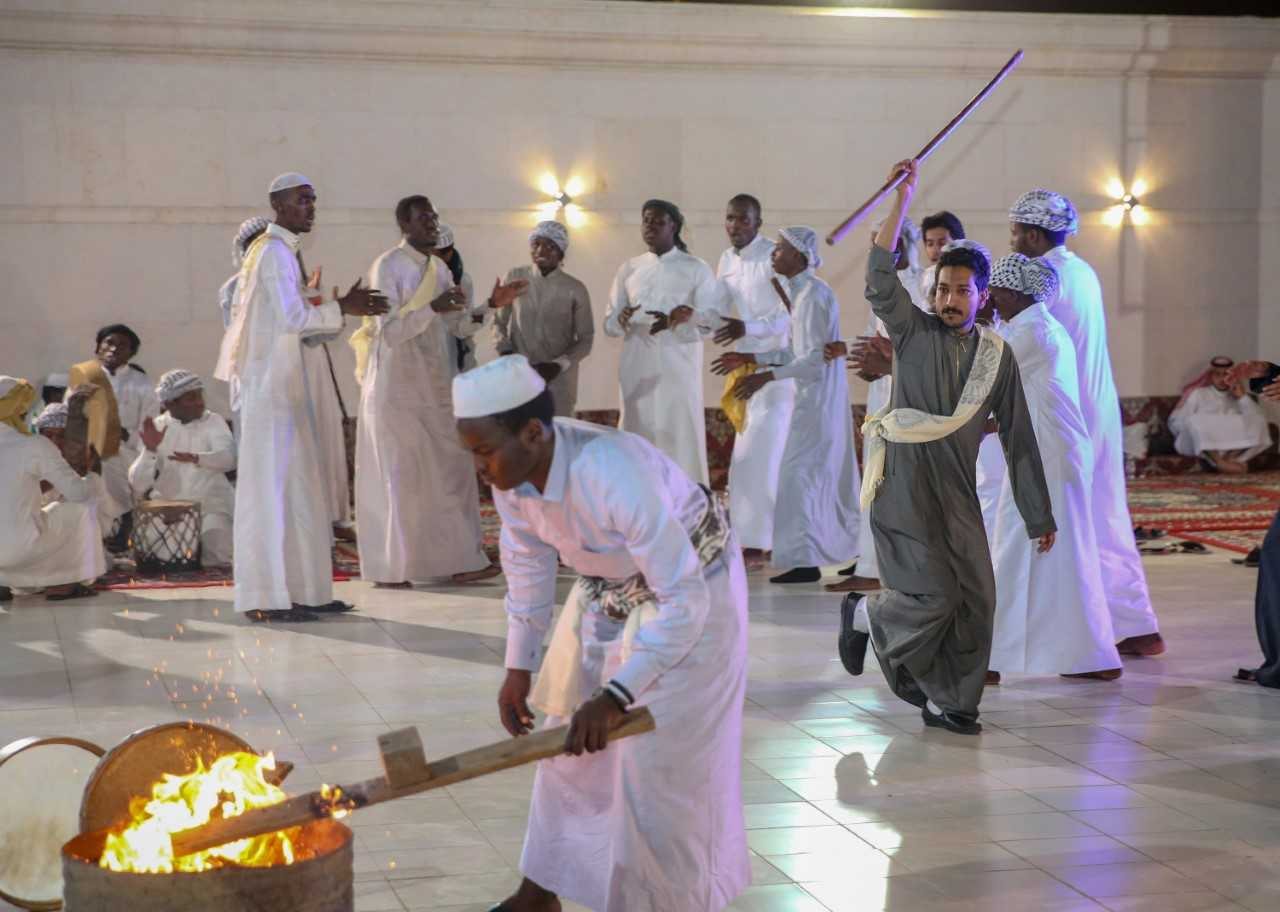

تعد لعبة المزمار هي الرقصة الشعبية الأولى في مدن الحجاز بصفة عامة، وهي خاصة بالرجال، وتقام في كافة المناسبات والمحافل والأعياد وفي غير المناسبات أحيانًا لأنها تجمع الناس لقضاء ساعات في المرح في واللهو والمتعة والانسجام بالرقص بالرقص والغناء وإبراز المهارات والمواهب والقوة والنشاط في المقارعة بالعصي (الشون) وهي العصاة المدهونة والمشبعة بالشحم والليه لزيادة قوتها وصلابتها، ولعدم كسرها في المقارعة. لعصاة المزمار مشد وحزام في وسطها وجانبيها، وعادة ما يصنع من جلد ذنب البقر والثيران، لتماسكها وعدم كسرها، وأحيانًا يعمل لها جلب من النحاس أو الحديد الخفيف بدلًا من الجلد.
المزمار لعبة حماسية رجولية تتطلب قدرًا كبيرًا من الخفة والرشاقة والمهارة والذكاء والتوافق الحركي بين اللاعبين على أصوات الطبول والنقرزان والمرد والطِيرَان التي تلهب حماس اللاعبين وانفعالاتهم مع صوت الأهازيج والزواميل والغناء الجماعي بالهتاف والتصفيق والترديد.
وكلما تعددت الفنون الشعبية وتنوعت في الحجاز، تظل لعبة المزمار هي اللعبة الشعبية المحببة والمفضلة، لأنها تتجمع فيها كل المكونات والعناصر الفنية الفلكورية، حتى تعلق بها الناس، وتوارثوها، لأنها كانت تمارس من الكبار والصغار في مدن الحجاز على حد سواء، ويحث على تعليمها وممارستها دائمًا، ويعلمها الآباء للأبناء لإثارة الشجاعة والرجولة في نفوسهم.

#### طريقة الأداء
تبدأ لعبة المزمار بالتفاف مجموعة من اللاعبين والحضور على شكل دائري أو صفين متقابلين في الساحات أو الميادين أو في البرحات الفسيحة، وتشعل كومة من الحطب في منتصف الدائرة، وتأجج النار وتذكي بصفة مستمرة لاستمرارية توهجها واشتعالها. وكلما زادت ضراوة النار ولهيبها والشرر المتطاير منها، كلما ازداد الحماس والاجتهاد في اللعب والزومال. وفي كل مرة ينزل اثنان من اللاعبين بعصيهم لدائرة اللعب بإذن شيخ اللعب، أو شيخ المزمار، وعادة ما يكون من الشيوخ الكبار، أو العمد، ويدور اللاعبان حول النار، وكل منهم يحمل عصاته، ويحركها بين أصابعه ببراعة واتقان، بحركات متناسقة ومنسجمة بخفة ورشاقة متناهية، ويصول ويجول في مضمار اللعب لإظهار نشاطه وحيويته وشجاعته، وكأنه في ساحة حرب، أو في رقصة حرب. وتشتغل بقية المجموعة بترديد الأغاني والأهازيج والزواميل الخاصة بالمزمار على دقات النقرزان وهو طبل مجوف صغير.

#### قوانين اللعب
للمزمار أصوله وقوانينه المتعارف عليها في كل الحواري والأحياء لضمان السلامة والهدوء والوئام في اللعب، ولتلافي العنف والشجار والعراك بين اللاعبين، ولتحد من احتمالات المشاكل والخناقات التي لا تحمد عقباها ومن تلك القوانين:
- عدم الاعتداء على الضيف أو الضيوف الزائرين للمزمار من الحارات المجاورة بهدف اللعب.
- عدم الاعتداء على من تكسر عصاته في اللعب، أو من وقعت عصاته من يده، أو من سقط على الأرض أثناء اللعب، فإن ضربه، أو أي اعتداء عليه يعتبر عيب، ونقيصه في حق الحارة وشيوخها وعمدتها.
- عدم دخول حلقة المزمار إلا بإذن شيخ اللعب.
- عدم التعرض أو إيذاء أي شخص في المزمار من الحارة أو ضيوفها لتصفية الحسابات القديمة والأخذ بالثأر في المزمار.
- عدم التعرض لمجموعة الإيقاع في المزمار، حيث لا تقم بهجة المزمار إلا بهم.
- الترحيب المستمر من اللاعبين وأهل المزمار بمن يقدم ويفد إليهم من الحارات المجاورة، حيث يحمل كل لاعب قليل من التراب أي حفنة بيده اليمنى، وينشرها على النار ترحيبًا بالضيوف أو بزملائه أو أبناء حارته.

### المجرور الطائفي
هو لون من ألوان الفنون الشعبية الشهيرة في السعودية، وفي المنطقة الغربية على وجه الخصوص. اشتهر بهذه اللعبة والرقصة الحجازية أهل مدينة الطائف بصفة عامة، وبرعوا فيها حتى ارتبط اسمها بهم، وأصبح اسمها المتداول عند الناس بالمجرور الطائفي. ومن أهم المميزات التي تميز هذه اللعبة هو لباسها وزيها المتفرد بها منذ القدم، ولم تغيره السنين والأيام بتتابع الأجيال، وهو الثوب الحويسي (الطائفي) الأبيض بوسعه وراحته التي تعطي اللاعب مجال ومتسع وراحة في القفز والدوران. واللون الأبيض هو سمة وعادة لاعبي المجرور المعتاد عليها والمتعارف بها، والعقال القصب الذي يعتبر علامة فارقة لكل الفنون والألعاب الشعبية والحزام الأسود المثبت على الكتفين والوسط، وهو ما يمسى بالمسابت التي تثبت الثياب من الأعلى أثناء القفز والرقص والاستعراض، بالإضافة إلى الغترة البيضاء.

#### طريقة الأداء
يتم تقسيم اللاعبين إلى فريقين متصافين ومتقابلين وقوفًا، يحملون الطِيرَان بأديهم يتوسطهم قائد اللعبة، وهو ما يسمى بـ«الركن» أي الحاذق والبارع في اللعبة، وحفظ أشعارها وأهازيجها ورقصاتها، وله إبداعاته الفنية في قيادة المجموعة وفي توزيع أدوار الغناء بين المجموعتين، حيث يبدأ الركن بالغناء أو أحد اللاعبين من الصفين، وعندما ينتهي من قطع الغناء يعطي الركن الإشارة للصف الثاني بالجواب له، ويكون الكل وقوفًا عدا عازف إيقاع الطبل، فهو يتوسط المجموعة جالسًا، ويوقع على إيقاعات الالطِيرَان والدفوف بمهارة ودقة، لأن إيقاعاته هي محور ارتكاز اللعب، وهو يقود المجموعة بأكملها في الدق والتوقيع، لذا يشترط في عازف الطبل الخبرة والمهارة والدراية التامة بالإيقاع الصحيح المتامشي مع إيقاع الطبل دونما نشاز فيه.

### غناء المجالسي
فن من فنون الغناء الطائفي الشعبي القديم الذي اشتهرت به مدينة الطائف والقرى التابعة لها، والذي يعتمد على إلقاء القصائد الشعرية والتغني بها صوتًا ونغمًا جماعيًا بأسلوب شيق ومحبب وفريد في الإلقاء والترديد الذي يشارك فيه الحضور بصوت جماعي كالكورال في الغناء. وطريقة الفن المجالسي هي جلوس الجميع على الأرض لذلك يسمى مجالسي، لجلوسهم على شكل حلقات دائرية أو مربعة أو مستطيلة بما فيهم الشاعر ملقي القصيد الذي يتوسط المجموعة، ويلقي القصائد بصوته الجهوري، ونبراته الشجية المتناغمة بلحن موحد حتى نهاية القصيد مع صمت الجميع وإصغائهم خلال الإلقاء، ثم مشاركة المنشد في الشطر الأخير.

#### طريقة الأداء
من أهم ميزات هذا اللون الشعري الغنائي الجميل هي أن تكون القصيدة حين إلقائها من أربعة أشطر، الثلاثة الأولى منها يشدوا بها الشاعر وحده، وفي نهاية الشطر الرابعة، وهو قافية القصيدة، يشاركه الحاضرون بالترديد معه بنغم جماعي موحد على نفس اللحن، وهكذا يستمر السمر على هذا المنوال حتى الانتهاء من القصيدة مهما كان طولها، وغالبًا ما تكون جلسات هذا الفن أو أمسياته في الصوالين والغرف الوسيعة والفسيحة في البيوت، أو في المزارع وبين الأشجار بعد صلاة العصر إلى المغرب، أو في البرحات والأحواش في الليالي المقمرة.

#### قوانين الغناء
لا يستخدم فيه أي نوع من أنواع المعازف والآلات الموسيقية والإيقاعية، ولكن في بعض الأحيان إذا اشتد الحماس في المنافسة، يستخدم المنشد (الشاعر) الطار بيده لتحفيز الحضور، وحثهم على المشاركة بالترديد والتصفيق، وزيادة حماسهم وتشجيعهم وتفاعلهم معه لبث روح الحيوية والنشاط في المجلس الغنائي.

### الخبيتي
فن شعبي حجازي طروب، محبب للنفس، ومرغوب من الفنون الغنائية الجميلة، والألعاب الشعبية الراقصة الأصيلة التي تشتهر بها المنطقة الغربية (الحجاز)، وخاصة المدن والقرى التي على امتداد الساحل الغربي للسعودية. وهذا اللون الغنائي له ميزات وخصائص عديدة تسر المشاهد والسامع، وتبهج النفس برقصاته الجماعية أو الثنائية، وبألعابه وحركاته الاستعراضية الرشيقة، وبغنائه الجماعي، وأناشيده وترديده وتصفيقه على إيقاع الطبول والزير والدفوف والطِيرَان، وأنغام آلة (السمسمية)، وصوت البوص، أو الناي، وله أنغام وألحان وأغاني شجيه تثير الحماس والانفعال الروحي بالاندماج والمشاركة فيها بإيقاعاتها الراقصة التي تضفي البهجة والسرور حين سماعتها وغناها في المناسبات والحفلات والأعياد.

### الحدري والفرعي
اشتهر أكثر في قرى وضواحي وأودية التابعة للحجاز، أي في البادية على وجه الخصوص، حيث ظهر منها، وبرز، وانطلق إلى كافة المدن الحجازية منذ قديم الزمان، وكان ولا يزال هذا اللون الغنائي الشعري يؤديه الرجال والنساء، ويمارسونه على حد سواء في الأعراس والحفلات والمناسبات والنزهات البرية وفي البساتين، خاصةً في مواسم الحصاد؛ للتعبير عن الفرح والسرور، ولأن الحدري والفرعي من الفنون الشعبية المحببة للناس لبساطته، وخفة ظله المعبرة عن روح المرح والبهجة التي يتحسسها عشاق هذا الفن ومحبوه، ولأنه يعتمد أساسًا على الشعر والأشعار التعبيرية والوصفية المختلفة التي يؤلفها وينظمها الشعراء على حسب رغباتهم وأهوائهم تتماشى مع واقع الحياة المعيشية التي يعيشونها، والحالات التي يتعايشوا معها، ويعبرون عنها تلقائيًا بالشعر الذي يحكي ويشخص واقعهم في الحب والغزل والعتاب والغيرة والخوف والترحيب والغضب والكرم والشجاعة والمديح والثناء، حتى في الهجاء.

#### طريقة الأداء
تستخدم الطِيرَان والدفوف في التغني بالقصائد تعبيرًا عن الفرح والسرور، ولإضفاء البهجة والأنس في الحفل. والأشعار التي يبنى عليها غناء الحدري والفرعي، تتكون من أربعة أبيات غالبًا، وأحيانًا من بيتين، تكون بنفس القافية والوزن، أي من الشعر الملحون الذي يسهل التغني به لبساطته ورقة أسلوبه.

### الموال
من الفنون الشعبية الشائعة والدارجة في الوطن العربي منذ القدم، ويعتبر من ركائز الغناء وجمالياته الأساسية التي يتميز بها الغناء والمغني على حد سواء، وهو عنصر مهم من عناصر التخت الشرقي. وعادة ما يلفت الموال أنظار الحضور للطرب، ويحثهم على الإنصات والتفاعل الوجداني، لا سيما إذا امتاز صوت المغني بالقوة والوضوح بطبقاته العالية، ونبراته المرتفعة، وحسن اختياره وانتقائه لكلمات الموال التي يداعب بها الحضور.
وقد تعددت الروايات والآراء بخصوص الموال ونشأته وظهوره، فهناك من قال أنه نشأ في المدينة التي بناها الحجاج بن يوسف الثقفي في العراق، بين الكوفة والبصرة في عهد بني أمية، على أفواه العبيد الكادحين في الأعمال والزراعة، ومن غنائهم وويلاتهم وولولتهم نشأ. ومنهم من قال: إن نشأته كانت في بغداد على لسان جارية جعفر البرمكي التي أهداها له أمير المؤمنين هارون الرشيد، وتغنت بشعرها الذي وصفوه بأنه يشبه الموال. وهناك من قال: أنه نشأ في مصر.

#### طريقة الأداء
يبدأ المغني غناءه بالموال، وفي منتصف الأغنية يشدوا بموال آخر لشد القلوب، وشحذ الأذهان وتحريكها.

### المجس
تميزت مدن الحجاز بهذا الفن الشعبي منذ قدم التاريخ، وحتى الوقت الحالي، يعد بمثابة التوأم الروحي للموال. تكاد الحفلات والمناسبات التي يُشَاهدُ فيها الجسيس محدودة، وأشهرها حفلات الأعراس، وعقود القران. أما في الماضي، فكان حضور الجسيس قويًا، ويتواجد في كل المناسبات. فحينما كانت قوافل الحجاج (المحامل) تأتي إلى أرض الحجاز لأداء فريضة الحج، يخرج أمراء مكة، وشيوخها لاستقبالهم ترحيبًا بمقدمهم، ووصولهم إلى مكة سالمين، ويلاقونهم بالهتاف والغناء والأهازيج، يتقدمهم مجموعة من الجسيسة. ويظهر الجسيس أيضًا في حفلات توديع أهالي مكة لزيارة المدينة المنورة، إضافة إلى الموالد النبوية التي تقام في الحجاز سنويًا.